# 太仓名人馆
太仓名人馆（英語：Taicang Celebrities Memorial Museum）是一座江苏太仓市的博物馆。

## 历史
2012年11月建成开馆，位于江苏太仓市太平南路38号，紧邻宋文治艺术馆。总建筑面积4,050平方米，馆内有八个展厅，展厅面积2,072平方米。名人馆集中展示从宋代至今的115位太仓名人传记，包括作家、画家、乡贤、教育家、企业家、科学家等。

## 营业时间
- 周二至周日：上午九点至下午四点半
- 周一闭馆